# André Dubois (homme politique)
Pour les articles homonymes, voir André Dubois (homonymie) et Dubois.
André Dubois, né à Soignies, le 25 janvier 1928 est un homme politique belge libéral (PRL).
André Dubois était agent commercial de profession.
Il fut échevin et bourgmestre de Soignies, conseiller provincial de la province de Hainaut et député  (il siégea notamment pendant la 47e législature de la Chambre des représentants).
Décédé en 1999 une rue André Dubois à Soignies perpétue son souvenir.